# دیگ جن
|  |  |  |
|  |  |  |

دیگ جن سوراخی در نزدیکی ساحل دریا است که در سقفی غاری شکل تشکیل شده و از داخل آن هوا و احتمالاً آب بوسیله کشندی در حال بالا آمدن بوده و غالباً همراه با فشار است.

## نگارخانه

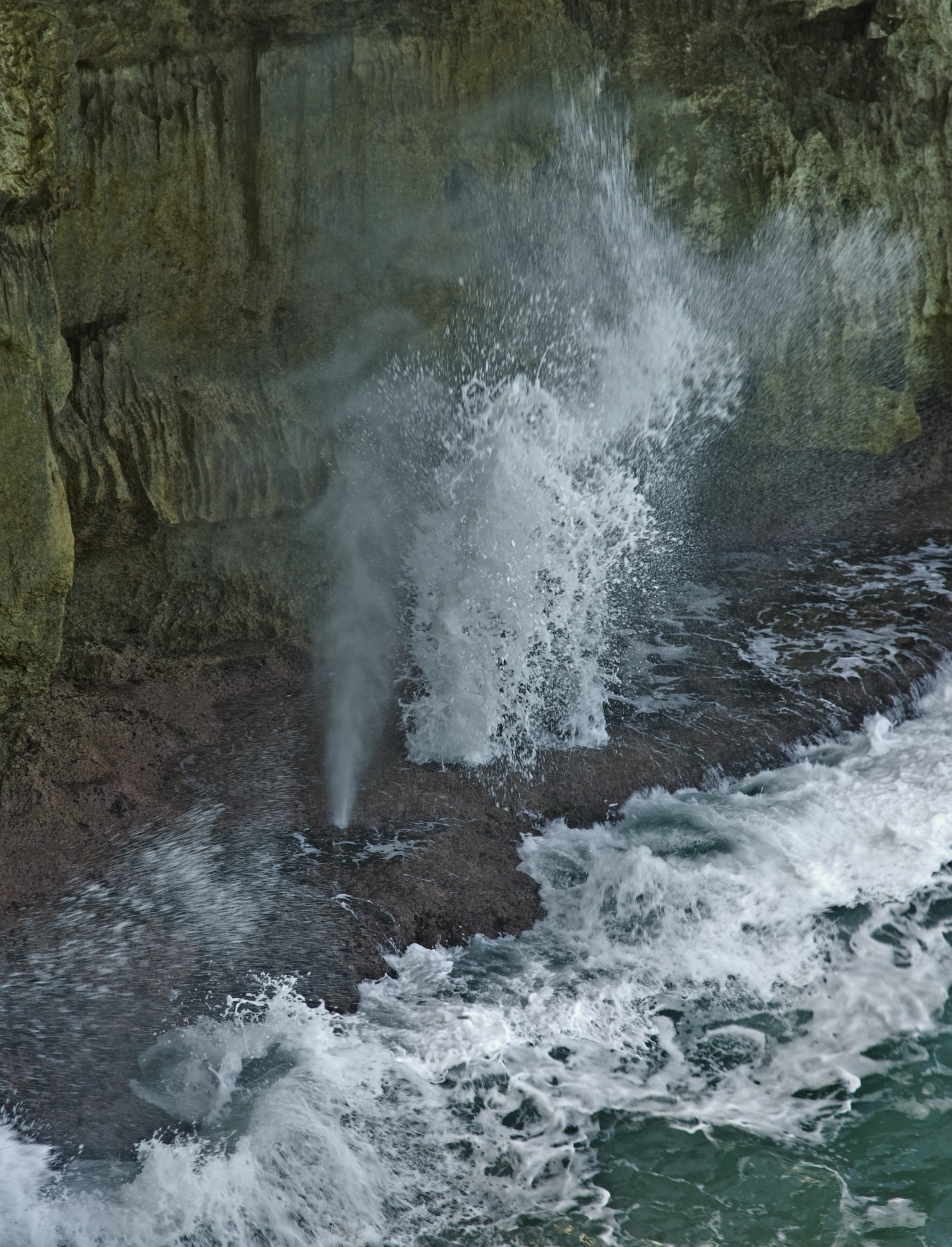
Blowholes, north coast of باربادوس
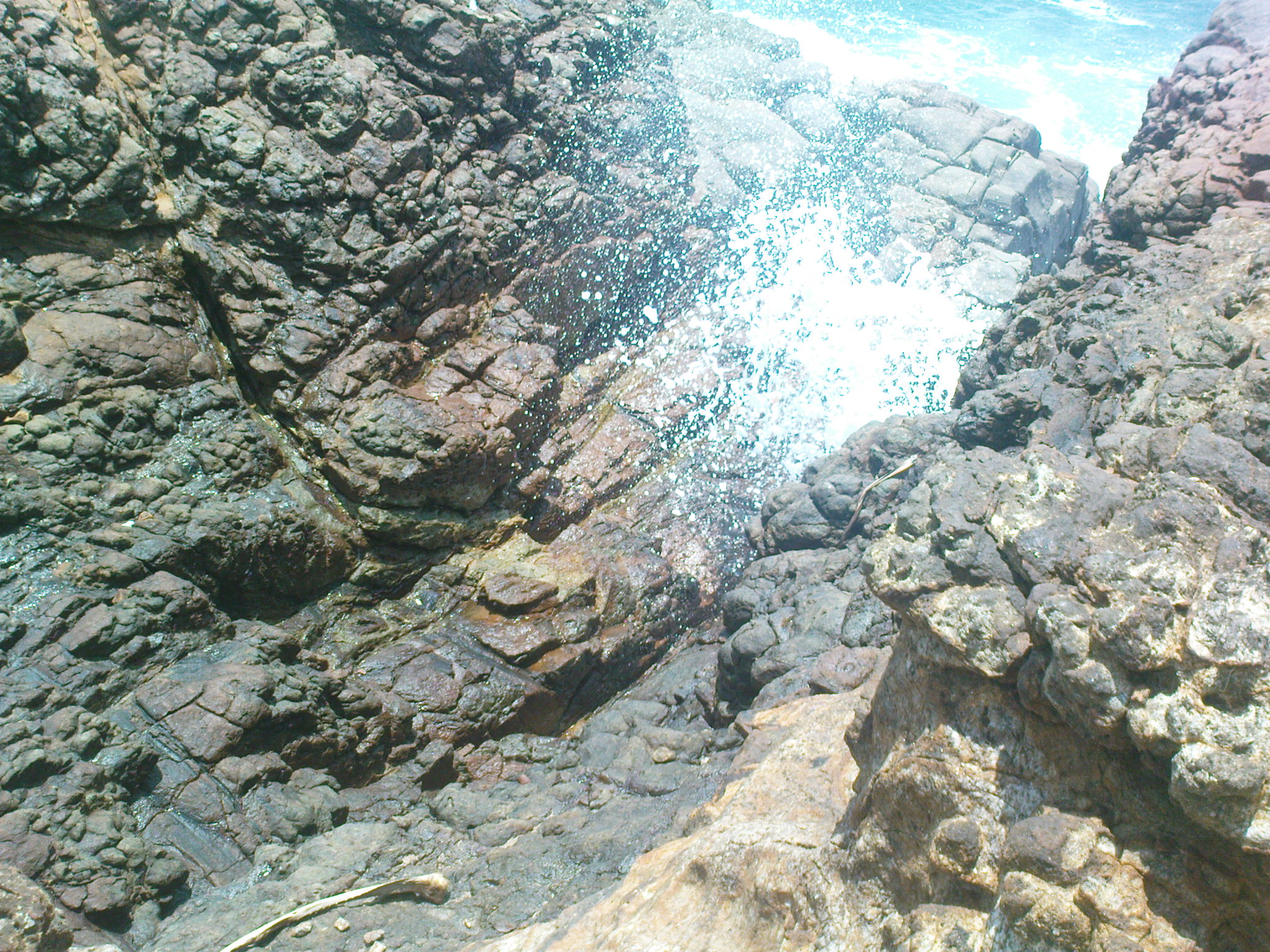
Hummanaya - A blowhole located in Southern Province, سری‌لانکا.
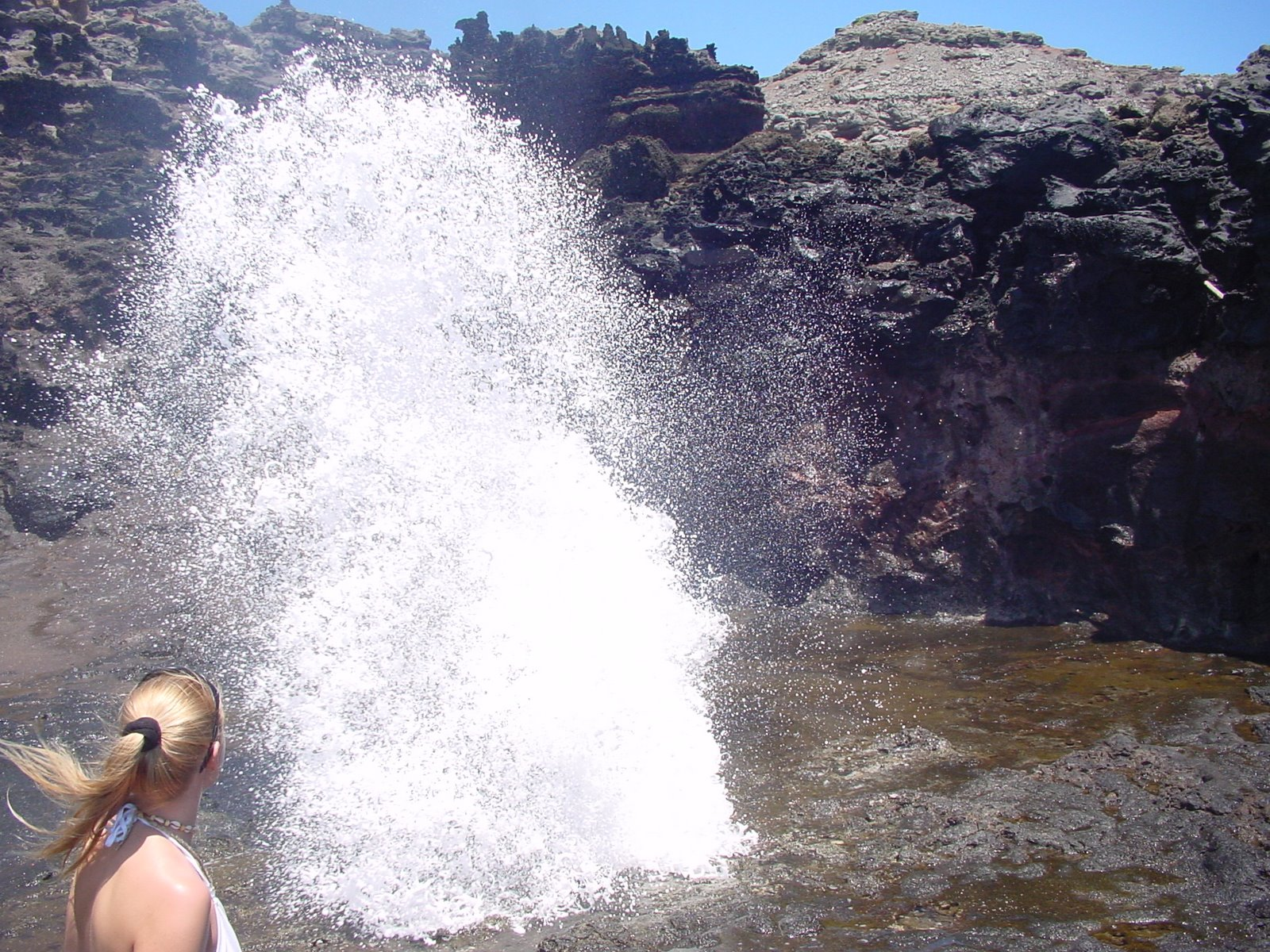
Nakalele blowhole, located near Nakalele Point in north western مائوئی, Hawaii.